# Igor Koływanow
Igor Władimirowicz Koływanow (ros. Игорь Владимирович Колыванов, ur. 6 marca 1968 w Moskwie), piłkarz rosyjski grający na pozycji napastnika.

## Kariera klubowa
Koływanow urodził się w Moskwie. Karierę piłkarską rozpoczął w klubie FSzM Moskwa. Do 1985 roku był zawodnikiem młodzieżowej drużyny tego klubu i wtedy też rozpoczął treningi w Spartaku Moskwa. Nie przebił się jednak do podstawowego składu tej drużyny i w 1986 roku odszedł do lokalnego rywala, Dynama Moskwa. W barwach tego zespołu zadebiutował w pierwszej lidze radzieckiej. W tym samym roku został Dynamem wicemistrzem ZSRR, a w pierwszym składzie moskiewskiej ekipy zaczął grać w 1988 roku. W 1990 był trzeci w lidze, a w 1991 strzelił 18 goli w 27 spotkaniach i został królem strzelców ligi, a następnie także Piłkarzem Roku. 5 października tamtego roku w meczu z Dniprem Dniepropietrowsk zdobył 5 goli i wyrównał rekord ligi. Po sezonie odszedł z Dynama, dla którego wystąpił 140 razy i zdobył 42 gole.
Na początku 1992 roku Koływanow przeszedł do włoskiej Foggi. W ataku Foggi występował wraz z Włochami, Giuseppem Signorim i Francesciem Baiano. 1 marca tamtego roku zdobył swoją pierwszą bramkę w Serie A, a Foggia zremisowała u siebie 1:1 z Torino Calcio. Z Foggią nie osiągnął jednak większych sukcesów, a przed rozpoczęciem sezonu 1994/1995 doznał kontuzji, która spowodowała anulowanie transferu do Interu Mediolan. Wiosną 1995 spadł z Foggią do Serie B. W drugiej lidze spędził jeden sezon, a dla „Satanellich” zdobył 22 gole w 106 rozegranych w lidze meczach.
Latem 1996 roku Koływanow zmienił barwy klubowe i został zawodnikiem grającej w Serie A, FC Bologna. W jej koszulce po raz pierwszy wystąpił 8 września w wygranym 1:0 spotkaniu z S.S. Lazio. W Bolonii występował wraz z rodakiem Igorem Szalimowem, a w linii ataku ze Szwedem Kennetem Anderssonem. Z 11 golami był najlepszym strzelcem klubu w sezonie 1996/1997. Latem 1999 wystąpił wraz z Bologną w Pucharze Intertoto, a następnie zakwalifikował się do Pucharu UEFA. W sezonie 1999/2000 był jednak tylko rezerwowym dla pary Andersson-Signori, a z powodu kontuzji do 2001 roku rozegrał zaledwie 9 spotkań w Serie A i postanowił zakończyć piłkarską karierę.
| Sezon   | Klub          | Kraj   | Rozgrywki | Mecze | Bramki |
| ------- | ------------- | ------ | --------- | ----- | ------ |
| 1986    | Dinamo Moskwa | ZSRR   | 1. liga   | 2     | 0      |
| 1987    | Dinamo Moskwa | ZSRR   | 1. liga   | 17    | 4      |
| 1988    | Dinamo Moskwa | ZSRR   | 1. liga   | 25    | 11     |
| 1989    | Dinamo Moskwa | ZSRR   | 1. liga   | 19    | 5      |
| 1990    | Dinamo Moskwa | ZSRR   | 1. liga   | 24    | 3      |
| 1991    | Dinamo Moskwa | ZSRR   | 1. liga   | 27    | 18     |
| 1991/92 | US Foggia     | Włochy | Serie A   | 15    | 3      |
| 1992/93 | US Foggia     | Włochy | Serie A   | 26    | 5      |
| 1993/94 | US Foggia     | Włochy | Serie A   | 25    | 6      |
| 1994/95 | US Foggia     | Włochy | Serie A   | 11    | 4      |
| 1995/96 | US Foggia     | Włochy | Serie B   | 29    | 4      |
| 1996/97 | FC Bologna    | Włochy | Serie A   | 27    | 11     |
| 1997/98 | FC Bologna    | Włochy | Serie A   | 31    | 9      |
| 1998/99 | FC Bologna    | Włochy | Serie A   | 20    | 6      |
| 1999/00 | FC Bologna    | Włochy | Serie A   | 8     | 0      |
| 2000/01 | FC Bologna    | Włochy | Serie A   | 1     | 0      |

## Kariera reprezentacyjna
W reprezentacji Związku Radzieckiego Koływanow zadebiutował 23 sierpnia 1989 roku w zremisowanym 1:1 towarzyskim spotkaniu z Polską. Do 1991 roku rozegrał dla kadry ZSRR 19 meczów i zdobył 2 gole. W 1992 roku został powołany przez selekcjonera Anatolija Byszowca do kadry Wspólnoty Niepodległych Państw na Euro 92. Tam rozegrał dwa mecze: z Niemcami (1:1) oraz z Holandią (0:0). Ogółem dla WNP rozegrał 5 spotkań, w których strzelił jedną bramkę.
W reprezentacji Rosji Igor po raz pierwszy wystąpił 14 października 1992, a Rosjanie wygrali w eliminacjach do Mistrzostw Świata w USA 1:0 z Islandią. Nie znalazł się jednak w składzie na ten turniej powołanym przez Pawła Sadyrina. Był jednak w zespole powołanym na Euro 96. Tam grał w pierwszym składzie i zaliczył wszystkie trzy spotkania grupowe: z Włochami (1:2), z Niemcami (0:3) oraz z Czechami (3:3). Ostatni mecz w drużynie „Sbornej” rozegrał 27 maja 1998 przeciwko Polsce (1:3). Ogółem wystąpił w niej 35 razy i 12 razy trafiał do siatki rywali.
Koływanow występował także w młodzieżowej reprezentacji Rosji U-21. W 1990 roku wywalczył z nią mistrzostwo Europy U-21. Zdobył 7 goli w 9 meczach i został ich królem strzelców.

## Kariera trenerska
Po zakończeniu kariery Koływanow został trenerem. W 2002 roku został asystentem selekcjonera młodzieżowej reprezentacji Rosji U-19, ale już w 2003 roku samodzielnie poprowadził zespół U-17. Tam pracował do 2006 roku i po wywalczeniu z nią mistrzostwa Europy U-17 został selekcjonerem rosyjskiej kadry U-19.